# Rainy River
Rainy River er en flod der løber langs grænsen mellem Minnesota i det nordlige USA, og delstaten Ontario i Canada. Rainy løber fra søen Rainy Lake og munder ud i Lake of the Woods længere mod vest. Længst mod øst ved udspringet fra Rainy Lake ligger byerne International Falls (Minnesota) og Fort Frances (Ontario). Floden er 137 km lang, og i den østlige del omkring Rainy Lake starter nationalparken Voyageurs National Park.
Rainy havde stor økonomisk betydning fra 1700-tallet, da franske og senere britiske pelshandlere etablerede handelsstationer og forter langs floden.